# Vilardevós
Vilardevós (spanisch: Villardevós) ist ein Ort und das Verwaltungszentrum einer Gemeinde (municipio) mit 1.662 Einwohnern (Stand: 2024) in der Provinz Ourense in der Autonomen Region (Comunidad Autónoma) Galicien im Nordwesten Spaniens.

## Lage und Klima
Vilardevós liegt etwa 75 km südöstlich von Ourense an der portugiesischen Grenze in einer Höhe von ca. 750 m. Das vom Atlantik geprägte Klima ist gemäßigt und nicht selten regnerisch (ca. 1139 mm/Jahr).

## Bevölkerungsentwicklung der Gemeinde
Legende: Villardebós___Villardevós___Vilardevós

Quelle: INE-Archiv – grafische Aufarbeitung für Wikipedia
Durch Fortzug in die umliegenden Städte ist die Bevölkerung seit den 1950er Jahren stetig gesunken.

## Gemeindegliederung
Die Gemeinde Vilardevós ist in zwölf Parroquias gegliedert:
| Parroquias                | Patrozinium    | Einwohner 2024 | Fläche km² | Dichte Einw./km² | Höhe msnm | Ortskennzahl |
| ------------------------- | -------------- | -------------- | ---------- | ---------------- | --------- | ------------ |
| Arzádegos                 | Santa Baia     | 221            | 14,93      | 15               | 827       | 32091010000  |
| Berrande                  | San Bartolomeu | 202            | 22,34      | 9                | 845       | 32091020000  |
| Enxames                   | San Xoán       | 107            | 6,34       | 17               | 773       | 32091030000  |
| Fumaces e A Trepa         | Santa María    | 30             | 5,88       | 5                | 0         | 32091040000  |
| Moialde                   | Santa María    | 64             | 8,67       | 7                | 800       | 32091050000  |
| Osoño                     | San Pedro      | 183            | 19,42      | 9                | 664       | 32091060000  |
| Santa María de Traseirexa | Santa María    | 150            | 13,54      | 11               | 745       | 32091120000  |
| Soutochao                 | Santa María    | 101            | 15,53      | 7                | 842       | 32091070000  |
| Terroso                   | Santa Cruz     | 187            | 16,11      | 12               | 779       | 32091080000  |
| Vilar de Cervos           | San Vicente    | 106            | 10,56      | 10               | 641       | 32091100000  |
| Vilardevós                | San Miguel     | 238            | 12,09      | 20               | 749       | 32091110000  |
| Vilarello da Cota         | Santa María    | 113            | 7,14       | 16               | 706       | 32091090000  |

## Wirtschaft
| Ackerbau, Viehzucht und Fischerei                                                  | 049 | 014,08 |
| Industrie                                                                          | 041 | 011,78 |
| Bauwirtschaft                                                                      | 046 | 013,22 |
| Dienstleistungsbetriebe                                                            | 212 | 060,92 |
| Total                                                                              | 348 | 100,00 |
| * Daten aus dem Statistischen Amt für Wirtschaftliche Entwicklung in Galicien, IGE |     |        |

## Sehenswürdigkeiten
- Marienkirche in Soutochao
- Marienkirche in Transeirexa
- Michaeliskirche in Vilardevós
- Rathaus

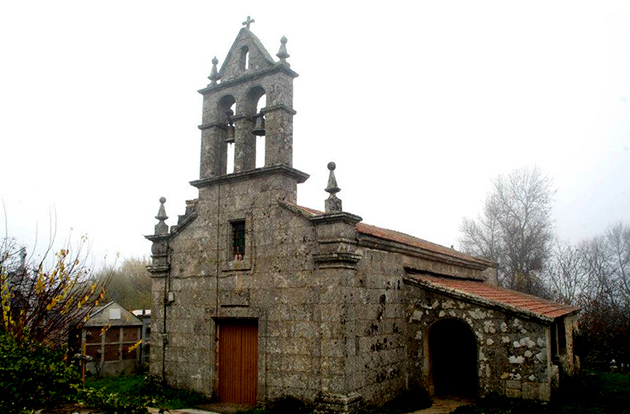
Marienkirche (Soutochao)
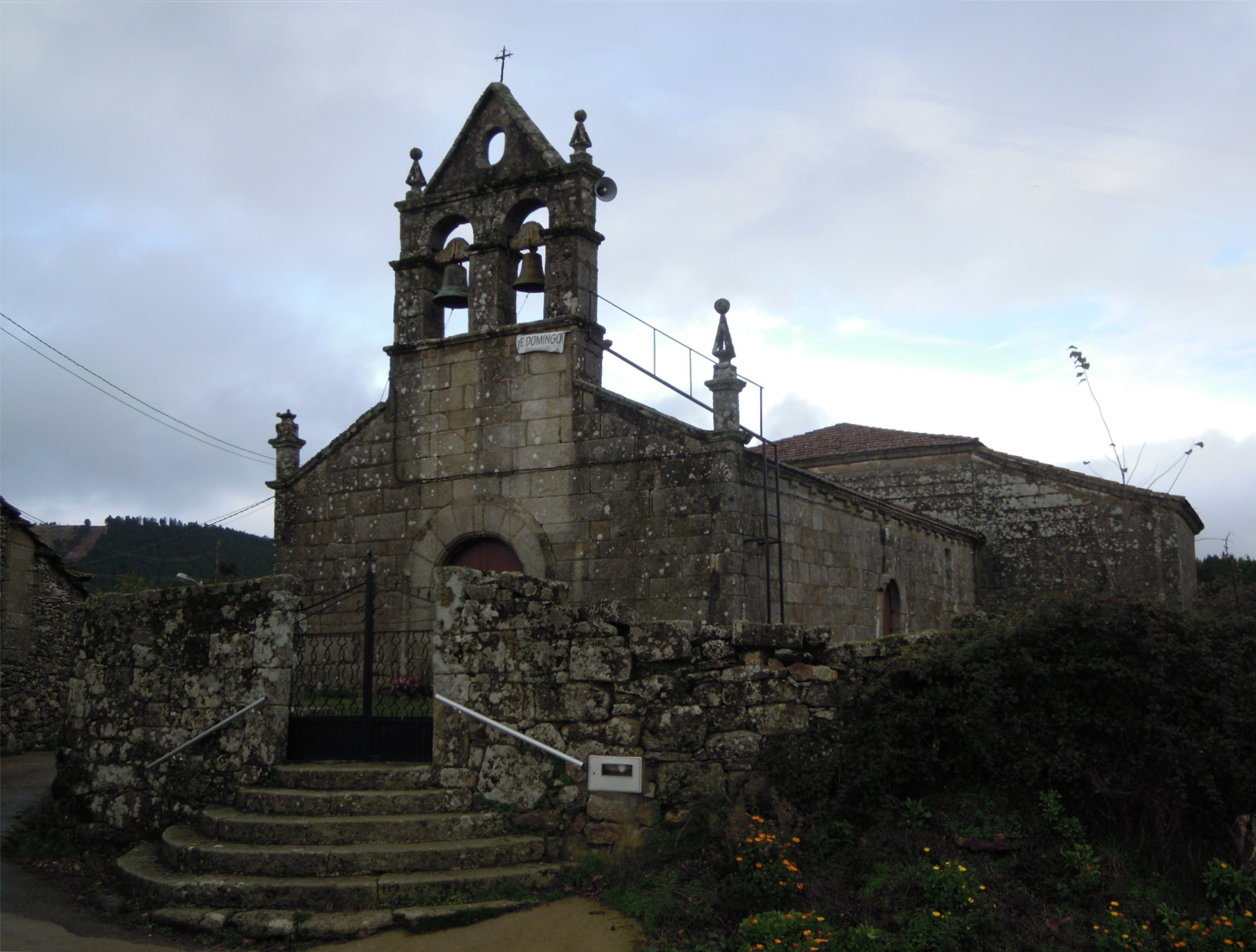
Marienkirche (Transeirexa)
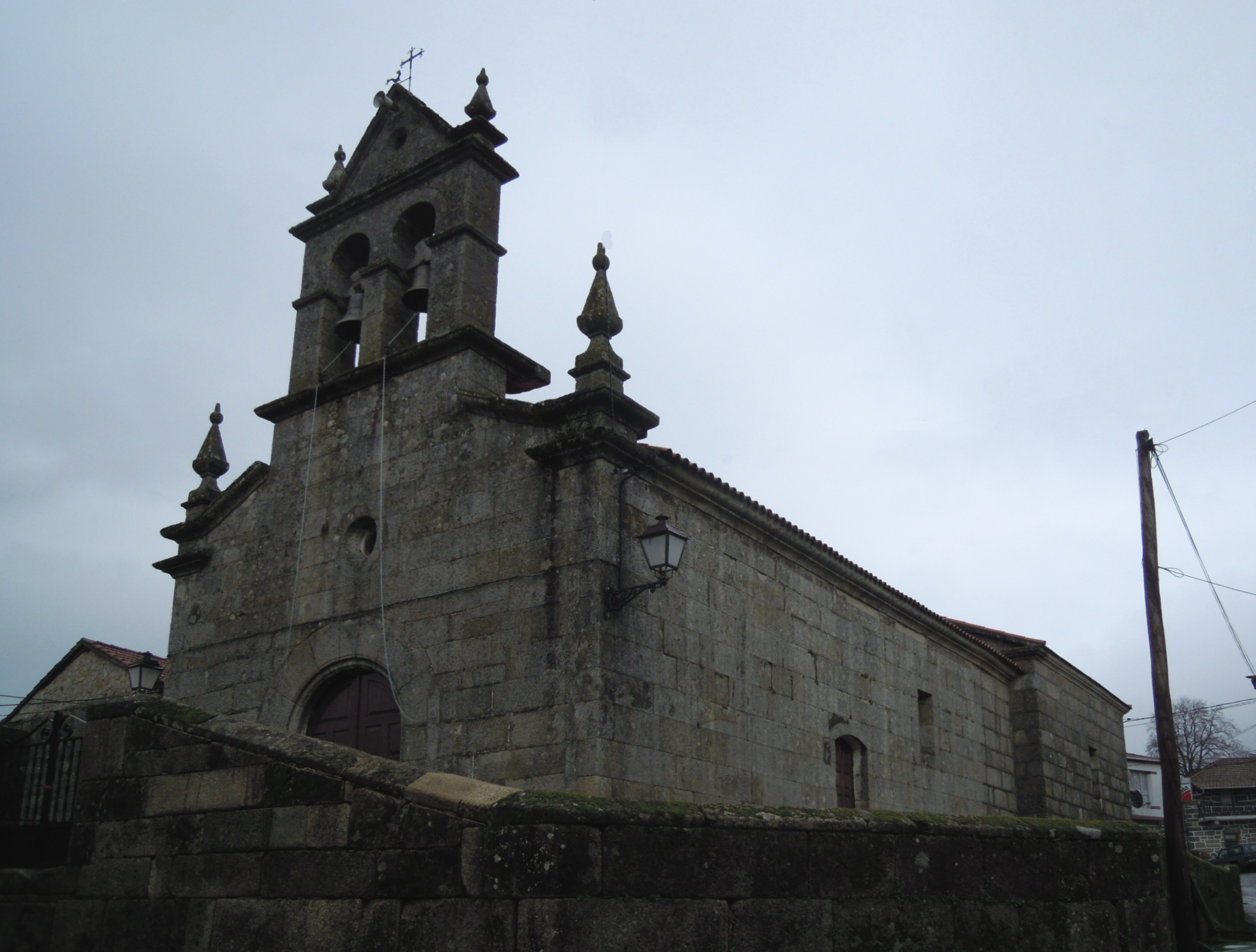
Michaeliskirche
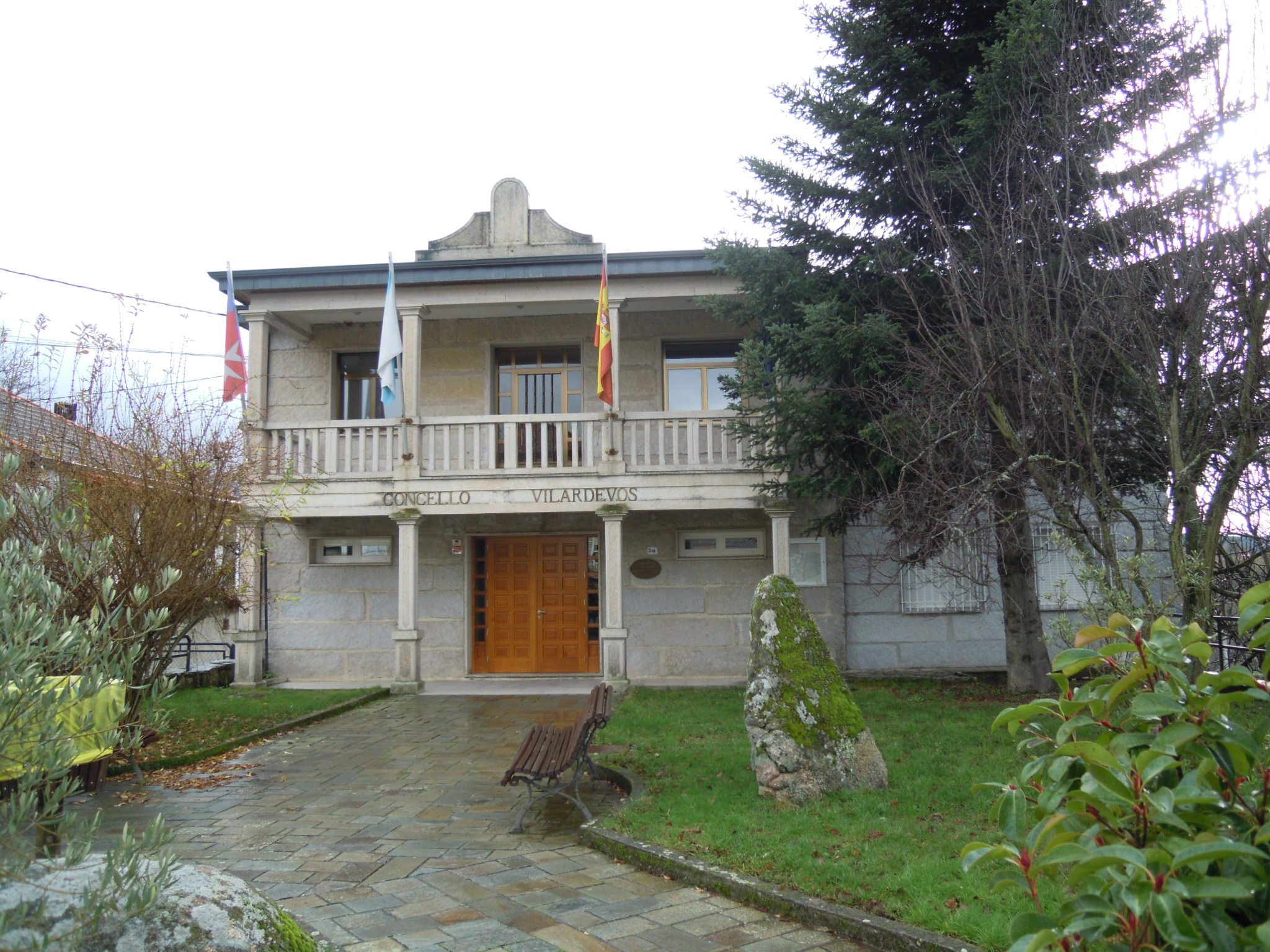
Rathaus

## Persönlichkeiten
- Ángel Barja (1938–1987), Komponist